# Hybopsis
El género Hybopsis son peces ciprínidos de agua dulce incluidos en el orden Cypriniformes, distribuidos por América del Norte.
Su hábitat natural es bentopelágico de clima templado a tropical.

## Especies
Existen 9 especies agrupadas en este género:
- Género Hybopsis:
  - Hybopsis amblops (Rafinesque, 1820)
  - Hybopsis amnis (Hubbs y Greene, 1951)
  - Hybopsis boucardi (Günther, 1868) - Carpita del Balsas
  - Hybopsis dorsalis (Agassiz, 1854)
  - Hybopsis hypsinotus (Cope, 1870)
  - Hybopsis lineapunctata (Clemmer y Suttkus, 1971)
  - Hybopsis rubrifrons (Jordan, 1877)
  - Hybopsis winchelli (Girard, 1856)
  - Hybopsis zanema (Jordan y Brayton, 1878)